# Plavuň vidlačka

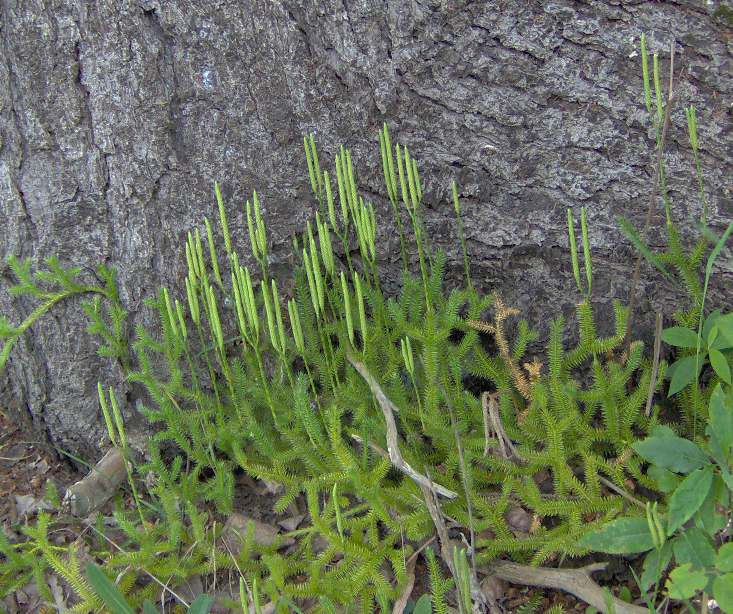
Výtrusnicové klasy

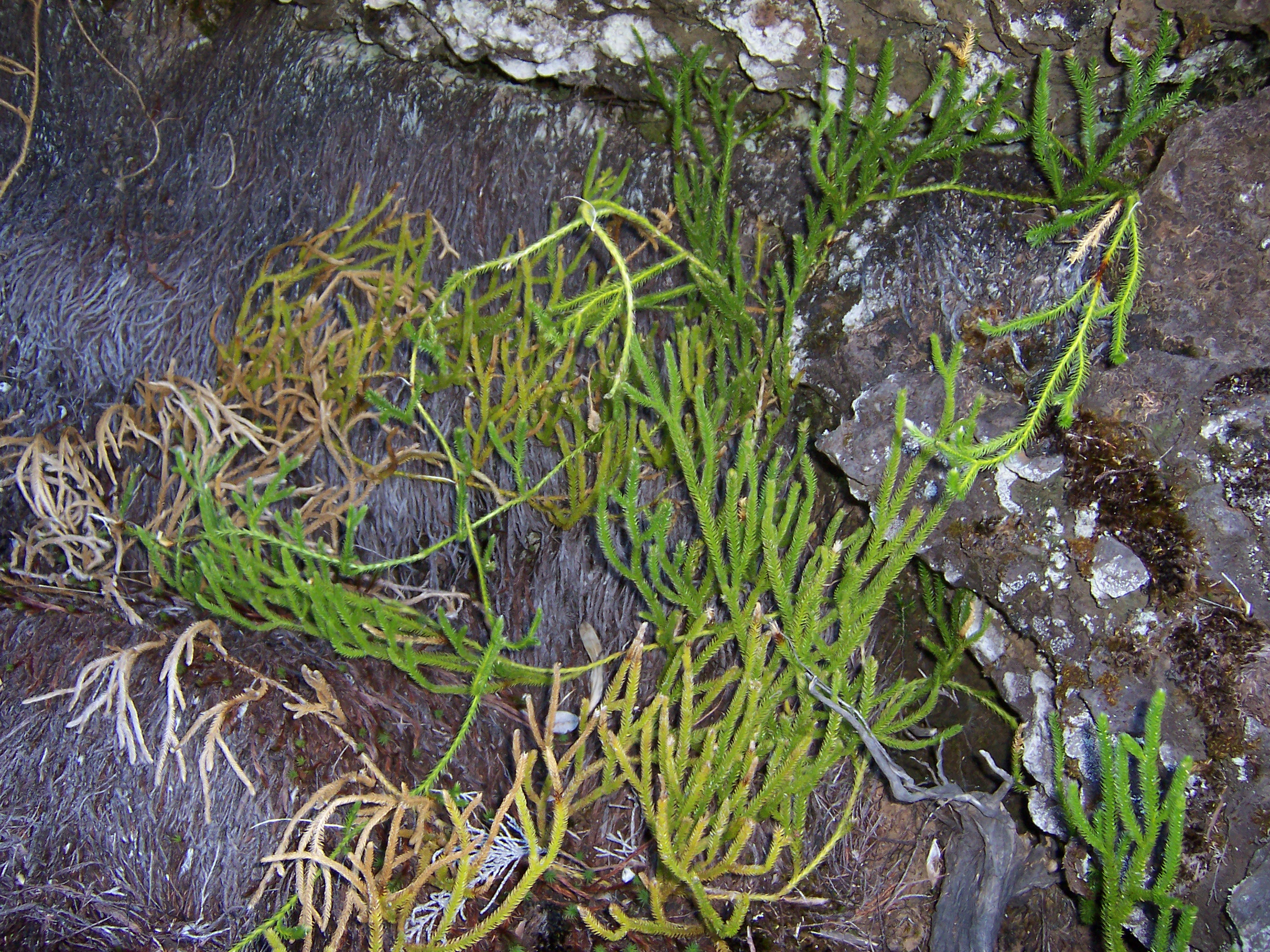
Exemplář z ostrova Réunion

Plavuň vidlačka (Lycopodium clavatum) je obecně známý zástupce plavuní z čeledi plavuňovité (Lycopodiaceae) vyskytující se i na území ČR. V České republice je ohroženým druhem (kategorie C3 červeného seznamu), mezi druhy zákonem zvláště chráněné však na rozdíl od příbuzné plavuně pučivé nepatří. Druhový latinský název clavatum ve volném překladu znamená ozbrojený kyjem, tím se rozumí kyjovitá forma výhonků s klasy výtrusných listů.

## Popis
Plavuň vidlačka je středně velká, plazivá, vytrvalá bylina s 30–120 cm dlouhou vidličnatě větvenou lodyhou s četnými postranními, vzpřímenými, 100 – 300 mm vysokými výhony, které se bohatě vidličnatě větví. Listy jsou jehlicovité, 3 – 6 mm dlouhé, ve spodní části lodyhy hustěji, nahoře řidčeji střídavě uspořádané. Jejich okraje jsou pilovité, ukončené vláskovitou, bílou osinkou. Na konci četných větví bývají dva (ale i 1 – 5) dlouze stopkaté klasy s výtrusnicemi, v nichž se tvoří drobné výtrusy.

### Rozmnožování
Obvykle dva výtrusnicové klasy vyrůstají na koncích vzpřímených lodyh na dlouhé, žlutozelenými celokrajnými listy řídce porostlé stopce. Vedle rozmnožování výtrusy se plavuň vidlačka hojně množí i vegetativně plazivými lodyhami. Výtrusy dozrávají v červenci až v září.

### Výskyt
Vidlačka je místy hojně rozšířena, především na humózních, kyselých půdách v sušších jehličnatých (převážně smrkových a borových), ale i smíšených lesích. Roste však i na vřesovištích nebo na suchých písčitých půdách, popřípadě i na pastvinách porostlých nejrůznějšími nízkými keři. Obvykle nevytváří velké souvislé porosty. Je rozšířena od nížin až do vysokých hor v pásmech od 200 do 2 500 m nadmořské výšky. Vyskytuje se často ve společnosti mechů rostoucích na méně úrodných půdách.
Jde o cirkumpolární, atlantický druh meridionální až boreální zóny. Je rozšířený v celé Evropě mimo pásů vždyzelených lesů středozemní oblasti. Některé odchylné formy rostou v Americe, tropické Africe, na Mariánských a Havajských ostrovech.

## Užití

### Užívaná část
Využíváme výtrusy (Sporae lycopodiorum, Lycopodium); ojediněle i usušenou nať. Výtrusy připomínají jemný, bleděžlutý pudrovitý prášek, který je na omak mastný, lne na prsty a je velmi hořlavý. Užívá se jako dermatologikum při dětských kožních zánětech, svědivých a mokvavých vyrážkách, svrabu a vředech. Jakožto indiferentní prášek se používal také v lékárnách k obalování pilulek apod. Je bez chuti a zápachu. Dříve se užíval i v ohněstrůjství. Dále se používal ve slévárenství při formování do písku jako dělicí prostředek zabraňující nežádoucímu přilepení vlhkého písku k povrchu modelu nebo dělicí roviny.

### Sběr a úprava
Klásky s výtrusnicemi se krátce před dozráním v červenci a srpnu seberou a na čistém papíru se nechají dozrát. Pak se potřásají na sítu, tím se výtrusy oddělí. Prášek musí být čistý, s ničím nepomíchaný, jinak se nedá upotřebit. Je možné sbírat jen výtrusné klasy. Rostlina je chráněná.

### Účinné látky a působení
Výtrusy obsahují až 50% mastného oleje, membránovou látku výtrusů sporonin, polymerní terpen a stopy alkaloidů. V nati jsou rovněž alkaloidy, a to lykopodin, klavatin a klavatoxin. Výtrusy mírní zánětlivé kožní procesy a užity vnitřně tlumí bolesti. Větší dávky natě působí jedovatě na ústřední nervovou soustavu.

## Lidové názvy
Lidové názvy se týkají tvaru konce výhonků, popínavého tvaru rostliny či předpokládané tajuplné moci. Tak se setkáme s termíny čertův spár (čpár), čertovo kopyto, červotočina, hadí tráva, jelení růžek, jelení skok, koltunova bylina (zelina), medvědí tlapa, (drápky), mech (zemský mech, hadí mech, mech sv. Jana), moří (muří) noha, netáta, pás sv. Jana, rváč, špárek, štep, vidlačka, vidlačky, vidlák, vlačeha, vláčeha, vlačeka, vlačenka, vlačiha, vlčí noha, vlčí ocasy, zaječí opratě; výtrusy: zasejpátko, žlutý pudr.